# 中華民國原住民族委員會
原住民族委員會，簡稱原民會，是中華民國有關台灣原住民事務的最高主管機關，成立於1996年12月，2014年升格為部會級機關。

## 沿革

### 時代背景
1991年5月14日召開「廢除蒙藏委員會成立臺灣原住民族委員會聯合行動」。1991年6月6日由臺灣原住民權益促進會主辦，聯合原住民學生團體，發起「606聯合行動」集會遊行，訴求成立中央級原住民專責委員會。
1995年立法院選舉結果，國民黨、民進黨、新黨和無黨籍聯盟無一取得過半的席次，在野政黨和執政黨國民黨的席次相差一二席，因此，民進黨和新黨發表聲明聯合，在1996年2月1立法院正副院長選舉聯合推出候選人，與國民黨競爭，未來以人民的利益為最大考量推動立法和政策。
原住民立委蔡中涵和瓦歷貝林宣布將與支持原住民法案，支持成立原住民族委員會的政黨合作，在1996年2月1日立法院正副院長選舉時與在野黨推出的施明德競選院長，搭配蔡中涵競選副院長。第一輪投票結果國民黨和在野政黨80票對80票平手。最後在第二輪的國民黨僅一票險勝，因為原住民兩位立委扮演關鍵少數的極重要角色。
當時的行政院長連戰曾經召見原民委員，希望能拉到這兩票原民立委支持的行政院長同意權。蔡中涵與瓦歷斯·貝林合作，以同意連戰閣揆同意案為條件，成功爭取執政黨承諾，成立部會級原住民委員會。:141-148

### 原住民立法委員扮演關鍵少數
1995年12月立法院立法委員選舉結果國民黨、民進黨、新黨三黨無一個政黨取得過半的席次，民進黨和新黨立刻召開記者會表示兩黨將形成一聯合政團在政策形成" 大和解 "、法案上通力合作，改變國民黨一黨獨大老態龍鍾的局面， 積極推動台灣的民主化，為百姓謀福利。蔡中涵和瓦歷斯·貝林也看到國民黨來台50年來，獨鍾蒙藏委員會, 他們的人口只有七百多人卻享有部會級的專責單位，它的委員十幾人都是政務官。反觀原住民族有46萬人以上，散佈全省居住，尤其是山地原住民族保護台灣整個山林，使得台灣人有優質的水可以喝, 新鮮的空氣可以呼吸，台灣十大建設時台灣還没有引進外勞，全靠原住民族的勞力才有成就。但是，主管原住民族事務的單位，只是台灣省民政廳下的一個科。因此，導政台灣原住民族的生命比一般漢人少十歲，生活水平遠不如漢人的三分之一。國民黨如果有誠意，這50多年來丰就有一些改善，但是只見每況愈下。因此，蔡中涵和瓦歷斯·貝林參與民進黨和新黨的大和解 , 再加上無黨籍聯盟形成四大黨派的大聯合。

### 以成立原住民族委員會交換閣揆同權
當時立法院內共有六位原住民族立委和一位民進黨的不分區立委，國民黨內就有六位，1996年2月1日立法院正副院長選舉，民進黨的施明德選院, 搭配蔡中涵選副院。第一輪投票同票，下午第二輪投票國民黨險勝一票。這是國民黨自行憲以來第一次遭遇到的最大的考驗，也感受到了人民要求改革的民意，蔡、瓦歷斯兩人的" 關鍵少數"不可小看。
因此，行政院很快就有了回應，接見蔡中涵和瓦歷斯希望兩位2底的行政院長行使立法委員的同意權時支持連戰，蔡中涵和瓦歷只要政府答應成立"原住民族委員會"，那麼閣揆同意權就支持連戰。
1996年2月連戰順利當上行政院長之後，5月行政院新聞局局長胡志強召開記者會宣布行政院即將成立原住民委員會，統籌原住民族業務。但是，行政院送到立法院的“行政院原住民委員會暫行組織規程 ”，也就是說這個委員會只是臨時的任務編組，引起朝野立委的不滿，認為行政院毫無誠意，立法院院會就絕大多數票退回行政院的"“暫行組織規程 ”，單獨的審查了蔡中涵提出的"行政院原住民族委員會組織條例" 正式以法律案審查而非臨時性的行政命令，立法院院會並通過決議要在本會期結束前立法通過。1996年11月立法院審查通過蔡中涵版本的"行政院原住民委員會組織條例 "做為原住民委員會成立的法律依據。

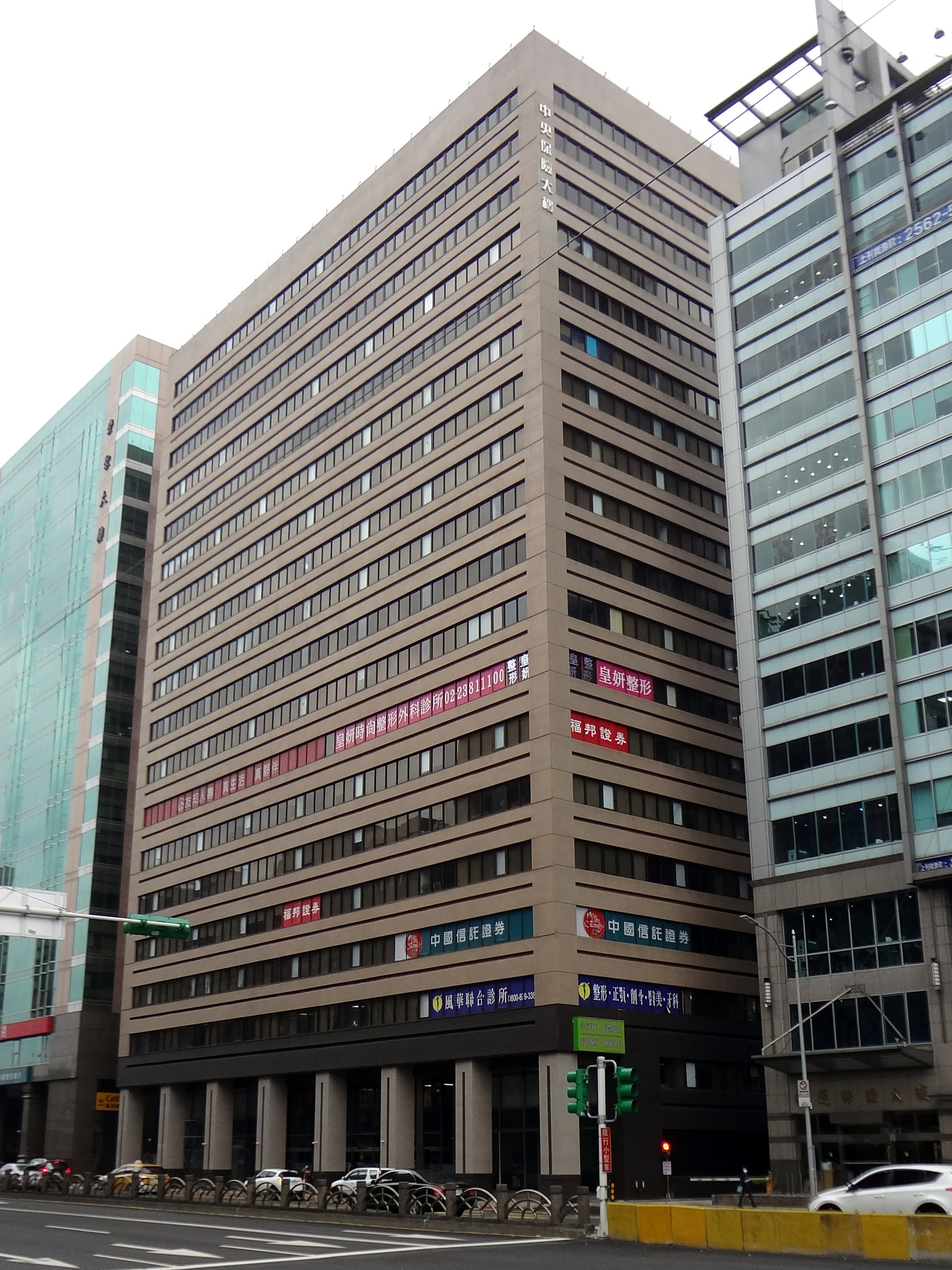
原民會成立之初的會址：中央保險大樓

1996年11月1日第三屆立法院三讀通過《行政院原住民委員會組織條例》，同年12月10日行政院原住民委員會正式成立。1999年7月1日，臺灣省政府功能業務與組織調整後由中央部會接收臺灣省政府業務，行政院原住民委員會承接臺灣省政府原住民事務委員會與其所屬機關「文化園區管理局」，臺灣省政府原住民事務委員會改為行政院原住民委員會中部辦公室。
1996年12月10日世界人權日在中正紀念堂隆重舉行成立大會，當時的總統李登輝、行政院長連戰和首任主委華加志等官員和16族族人載歌載舞。

### 成立原住民高等教育機構

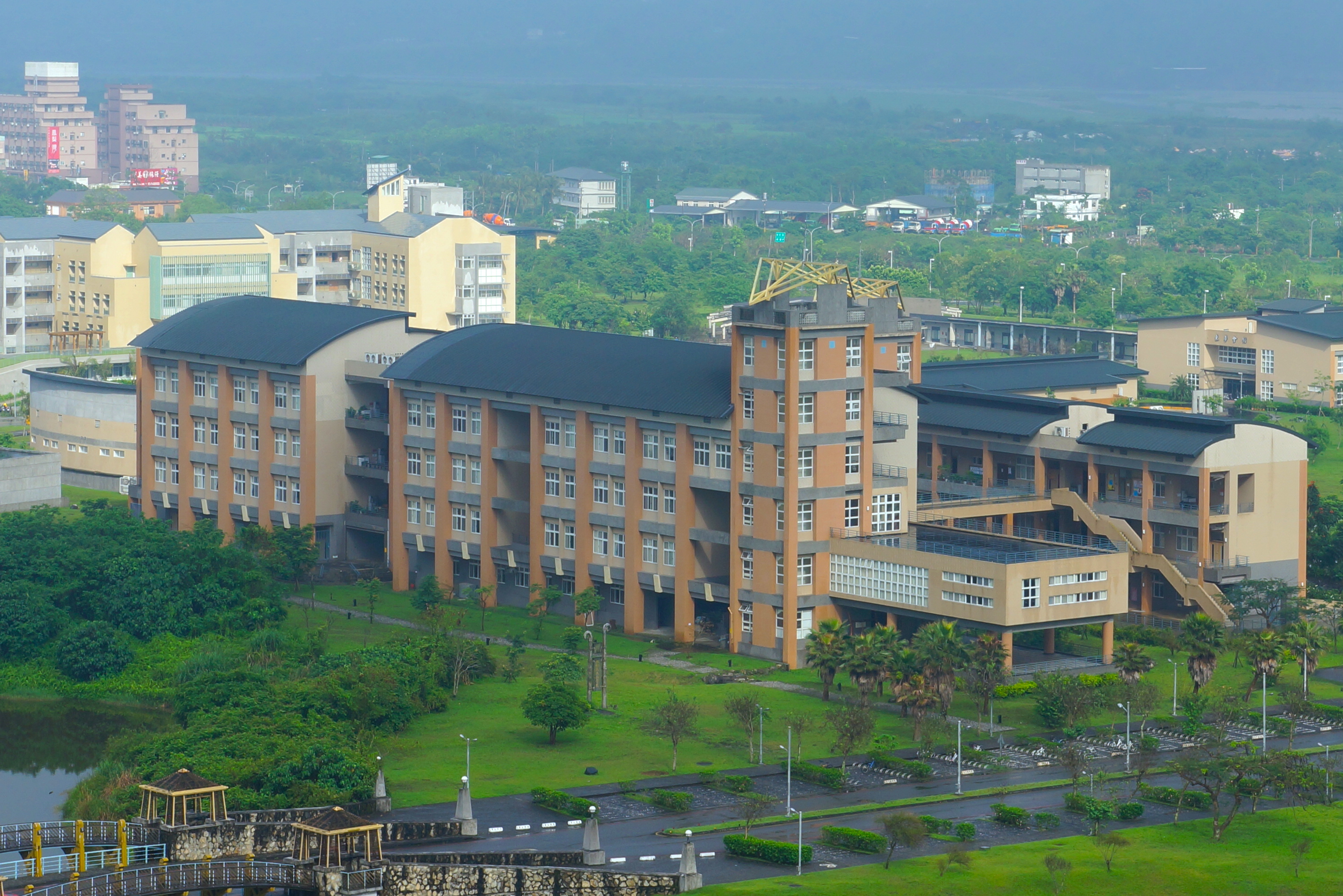
國立東華大學原住民民族學院

為發展原住民族為主體之教育，1997年行政院原住民委員會與位於花蓮的國立東華大學簽約成立原住民民族學苑籌備處，以發展原住民族主體之高等教育。2001年，國立東華大學原住民民族學院正式成立，被視為臺灣原住民族教育運動下重要里程碑，扮演臺灣原住民族的高等教育、文化保存復興以及研究智庫，發展至今已成為原住民人才培育與文化研究重鎮。
2002年3月25日，行政院原住民委員會更名為行政院原住民族委員會，社會福利處更名為「衛生福利處」，經濟及土地發展處分拆為「經濟及公共建設處」與「土地管理處」。2014年1月14日立法院三讀通過《原住民族委員會組織法》，同年3月26日再更名為原住民族委員會，成為部會級機關。
2016年1月15日，文化園區管理局改組為「原住民族文化發展中心」。2016年10月25日，「族群委員花蓮辦公室」於行政院東部聯合服務中心開幕。
原民會會址搬遷史
- 1999年12月10日，租用臺北市中正區忠孝西路一段6號中央保險大樓部分樓層辦公。
- 1999年，搬遷至臺北市中正區忠孝西路一段4號崇聖大樓部分樓層辦公。
- 2001年，搬遷至臺北市信義區松仁路3號中油大樓部分樓層辦公。
- 2005年，搬遷至臺北市大同區重慶北路二段172號大稻埕大樓（台北城大飯店現址）部分樓層辦公。
- 2011年12月27日，搬遷至新北市新莊區行政院新莊聯合辦公大樓北棟14、15、16樓。

## 組織

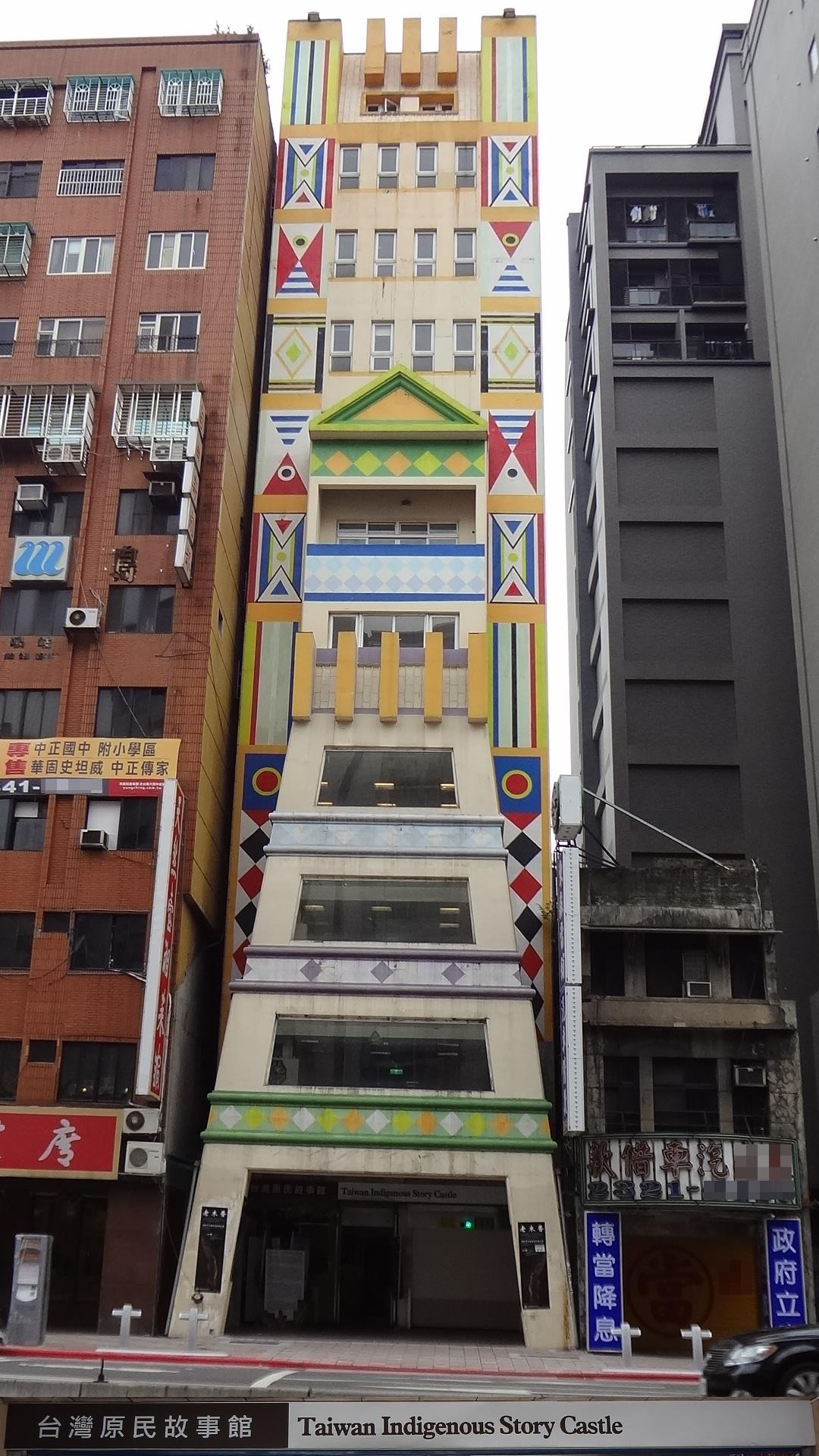
原住民族語言研究發展基金會

- 主任委員 特任，由山地原住民與平地原住民輪流擔任之。
  - 副主任委員  三人，其中二人職務比照簡任第十四職等，另一人職務列簡任第十四職等；副主任委員中，二人應由山地原住民或平地原住民擔任，且職務列簡任第十四職等者，應具山地原住民或平地原住民身分。
  - 委員會議  本會置委員十九人至二十九人，均為無給職，其中原住民族各族代表應至少一人由主任委員提請行政院院長就原住民族代表、有關機關代表及學者、專家派（聘）兼之，任期二年，任滿得連任，但委員為有關機關代表者，其任期隨職務異動而更易。前項委員，應有二分之一以上人數具原住民族身分。
- 主任秘書

行政業務單位
- 綜合規劃處
- 教育文化處
- 社會福利處
- 經濟發展處
- 公共建設處
- 土地管理處
- 秘書室
- 人事室
- 政風室
- 主計室

任務編組
- 法規委員會
- 國會聯絡組

附屬機關
- 原住民族文化發展中心（位於屏東縣瑪家鄉台灣原住民族文化園區）
- 東埔活動中心（設於南投縣信義鄉東埔溫泉風景區內）

任務編組機關
- 原住民族文化產業推展中心（臺北市中正區）
- 族群委員花蓮辦公室（花蓮縣花蓮市，行政院東部聯合服務中心內）

## 歷任主任委員
| 任別                          | 圖片                        | 姓名                                   | 政黨                        | 就職時間                    | 卸任時間                    | 族別                        |                             |                             |                             |                             |                             |
| 行政院原住民委員會 主任委員   | 行政院原住民委員會 主任委員 | 行政院原住民委員會 主任委員            | 行政院原住民委員會 主任委員 | 行政院原住民委員會 主任委員 | 行政院原住民委員會 主任委員 | 行政院原住民委員會 主任委員 | 行政院原住民委員會 主任委員 | 行政院原住民委員會 主任委員 | 行政院原住民委員會 主任委員 | 行政院原住民委員會 主任委員 | 行政院原住民委員會 主任委員 |
| ----------------------------- | --------------------------- | -------------------------------------- | --------------------------- | --------------------------- | --------------------------- | --------------------------- | --------------------------- | --------------------------- | --------------------------- | --------------------------- | --------------------------- |
| 1                             |                             | 華加志 (Tjaravak Kadrangian)           | 中國國民黨                  | 1996年6月1日                | 2000年5月20日               | 排灣族                      |                             |                             |                             |                             |                             |
| 2                             |                             | 尤哈尼·伊斯卡卡夫特 (Yohani Isqaqavut) | 民主進步黨                  | 2000年5月20日               | 2002年2月1日                | 布農族                      |                             |                             |                             |                             |                             |
| 行政院原住民族委員會 主任委員 |                             |                                        |                             |                             |                             |                             |                             |                             |                             |                             |                             |
| 1                             |                             | 陳建年 (Adulumau Daliyalrep)           | 無黨籍                      | 2002年2月1日                | 2005年3月10日               | 卑南族                      |                             |                             |                             |                             |                             |
| 2                             |                             | 瓦歷斯·貝林 (Walis Perin)              | 民主進步黨                  | 2005年3月10日               | 2007年5月21日               | 賽德克族                    |                             |                             |                             |                             |                             |
| 3                             |                             | 夷將·拔路兒 (Icyang Parod)             | 民主進步黨                  | 2007年5月21日               | 2008年5月19日               | 阿美族                      |                             |                             |                             |                             |                             |
| 4                             |                             | 章仁香                                 | 中國國民黨                  | 2008年5月20日               | 2009年9月10日               | 阿美族                      |                             |                             |                             |                             |                             |
| 5                             |                             | 孫大川 (Paelabang Danapan)             | 無黨籍                      | 2009年9月10日               | 2013年7月31日               | 卑南族                      |                             |                             |                             |                             |                             |
| 6                             |                             | 林江義 (Mayaw Dongi)                   | 中國國民黨                  | 2013年8月1日                | 2014年3月25日               | 阿美族                      |                             |                             |                             |                             |                             |
| 原住民族委員會 主任委員       |                             |                                        |                             |                             |                             |                             |                             |                             |                             |                             |                             |
| 7                             |                             | 林江義 (Mayaw Dongi)                   | 中國國民黨                  | 2014年3月26日               | 2016年5月19日               | 阿美族                      |                             |                             |                             |                             |                             |
| 8                             |                             | 夷將·拔路兒 (Icyang Parod)             | 民主進步黨                  | 2016年5月20日               | 2024年5月19日               | 阿美族                      |                             |                             |                             |                             |                             |
| 9                             |                             | 曾智勇 (Ljaucu‧Zingrur)                | 民主進步黨                  | 2024年5月20日               | 現任                        | 排灣族                      |                             |                             |                             |                             |                             |

## 交通

### 台北捷運
中和新蘆線先嗇宮站或頭前庄站下車轉乘公車

### 機場捷運
桃園國際機場捷運新莊副都心站

## 外部連結
- （繁體中文）原住民族委員會（页面存档备份，存于）
- （繁體中文）原住民族委員會的Facebook專頁
- YouTube上的原住民族委員會頻道
- （繁體中文）原住民族委員會原住民族文化發展中心（页面存档备份，存于）